# مدرسه ستاره صبح
مدرسه ستاره صبح مربوط به دوره پهلوی است و در اصفهان، خیابان چهارباغ عباسی، خیابان سید علی خان، پلاک ۵۵ (۱۱۶) واقع شده و این اثر در تاریخ ۱۶ دی ۱۳۸۷ با شمارهٔ ثبت ۲۴۴۳۸ به‌عنوان یکی از آثار ملی ایران به ثبت رسیده است.